# 537 г. пр.н.е.

## Събития

### В Азия

#### В Персийската империя
- Цар на Персийската (Ахеменидска) империя е Кир II Велики (559 – 530 г. пр.н.е.).[1]
- Престолонаследникът Камбис е цар на Вавилон.[2]

### В Африка

#### В Египет
- Фараон на Египет е Амасис II (570 – 526 г. пр.н.е).[3]